# Culture et patrimoine dans le canton de Vaud
 (avril 2017).
Si vous disposez d'ouvrages ou d'articles de référence ou si vous connaissez des sites web de qualité traitant du thème abordé ici, merci de compléter l'article en donnant les références utiles à sa vérifiabilité et en les liant à la section « Notes et références ».
 (avril 2017).
Cet article présente divers éléments de la culture et du patrimoine du canton de Vaud en Suisse.

## Archéologie
Les premières traces de l’activité humaine dans le canton remontent à la fin du paléolithique supérieur (10 000 av. J.-C.). Furent retrouvés, dans la grotte du Scé-du-Châtelard, près de Villeneuve, deux grattoirs de silex et des ossements. Des foyers, des outils et armes en silex, des os de rennes et de cheval ont également été découverts à l'abri sous roche du Mollendruz, également appelé abri Freymond à (alt. 1 100 mètres).
Au Mésolithique ancien (vers 6500-6000 av. J.-C.) et Mésolithique récent (vers 5000 av. J.-C.), les chasseurs des abris sous roches de l'Abri de la Cure à Baulmes, du Mollendruz et d’Ogens ont également laissé des vestiges sous forme d’outils (petits silex taillés, poinçons en os). L’archéologie peut reconstituer leur environnement (forêt de feuillus), ainsi que leur mode de vie (chasseurs de cerfs, de sangliers, cueillette de noisettes, de baies).
Durant le Néolithique (5000-2000 av. J.-C.), hormis quelques vestiges retrouvés  dans le Jura à l'Abri sous roche du Mollendruz, les sites les plus représentatifs se trouvaient au bord des lacs, ce qui explique l’appellation de «lacustres», donnée à leurs habitants par les archéologues du XIXe siècle. Les maisons étaient construites sur pilotis, parfois sur terre ferme, parfois sur plate-forme. Yvonand et Yverdon, au bord du lac de Neuchâtel, ont été particulièrement riches en matériel archéologique.

## Monuments

### Monuments religieux
- Cathédrale de Lausanne
- Abbatiale de Payerne
- Abbatiale de Romainmôtier
- Chartreuse d'Oujon

### Châteaux
Il existe près de deux cents châteaux, tours, maisons fortes et résidences seigneuriales dans le canton. 
- Château d'Aigle
- Château d'Allaman
- Château de Blonay
- Château du Châtelard
- Château de Chillon, au bord du Lac Léman (le plus connu, en Suisse et à l’étranger)
- Château de Coppet
- Château de Grandson
- Château d'Hauteville (Saint-Légier)
- Château de l'Aile
- Château de La Sarraz
- Château de La Tour-de-Peilz
- Château de Morges
- Château de Moudon
- Château de Nyon
- Château d'Oron
- Château de Prangins
- Château de Rolle
- Château d'Yverdon à Yverdon-les-Bains

### Vestiges romains
- Amphithéâtre d'Avenches
- Vestige romain « Noviodunum », centre urbain de la Colonia Iulia Equestris à Nyon
- Villa romaine du Prieuré à Pully
- Musée romain de Lausanne-Vidy et port de Lousonna
- La villa et les mosaïques romaines d'Orbe-Boscéaz à Orbe
- Castrum romain d'Eburodunum (Yverdon-les-Bains)
- Carrière de la Raisse à Concise
- Carrière de meules de Chavannes-le-Chêne
- Temple gallo-romain d'Ursins
- Villa romaine de Saint-Saphorin

### Ponts
- Grand-Pont (Lausanne)
- Pont Bessières
- Pont Chauderon

### Tours
- Tour de l'Ale
- Tour de Duin
- Tour de Gourze
- Tour de Saint-Triphon
- Tour de Sauvabelin

### Autres monuments
- Alignement de Clendy
- Alignement de Lutry
- Grand Chalet de Rossinière
- Palais de Rumine
- Palais de Beaulieu
- Pilori de La Sarraz
- Menhir de Grandson
- Menhir d'Essertes-Auboranges

### Patrimoine militaire
Outre, les châteaux, il existe des ouvrages fortifiés bien plus récents, construits durant le XIXe siècle, la Première Guerre mondiale et surtout durant la Seconde Guerre mondiale, sous le commandement du Général Henri Guisan (vaudois d’origine), et son concept de réduit national. 
- Fortification de l'Arzillier, sur la commune de Bex, fait partie des Fortifications Dufour, construit au XIXe siècle pour barrer la verrou de Saint-Maurice dans la vallée du Rhône, point de passage obligé pour relier le col du Grand-Saint-Bernard depuis le Moyen-Pays.
- Fort de Dailly, au-dessus de Lavey-Morcles, fait partie de la forteresse de Saint-Maurice, utilisé par l'armée suisse.
- Fort de Savatan, au-dessus de Lavey-Morcles, fait partie de la forteresse de Saint-Maurice, utilisé par l'armée suisse et l’école de police du canton de Vaud et du Valais.
- Fort du Petit-Mont, sur la commune de Bex, fait partie de la forteresse de Saint-Maurice.
- Fort du Tovyeres
- Fort de Champillon, sur la commune de Corbeyrier, abrite le Musée suisse de l'explosif.
- Fort de Chillon, en face du Château de Chillon
- Fort de La Tine Sud, domine les gorges de la Tine sur le cours de la Sarine à l'entrée du Pays-d'Enhaut.
- Fort de la Tine Nord, en face du précédent
- Fort de la Braye, au-dessus de Château-d'Œx dans le Pays-d'Enhaut
- Fort de Pré-Giroud, dans la région de Vallorbe
- Fort de Saint-George, sur la route du col du Marchairuz
- Ligne des Toblerones, de son nom officiel la ligne fortifiée de la Promenthouse, une ligne de défense datant de la Seconde Guerre mondiale, qui s'étend sur une dizaine de kilomètres, depuis le Pied du Jura jusqu'au Léman.

Quatre principales places d’armes se trouvent éparpillées dans le canton, deux arsenaux, et deux musées militaires.
- Musée militaire vaudois
- Musée de l'aviation militaire de Payerne
- Place d’armes de Bière[2]
- Place d’armes de Chamblon[3]
- Place d’armes de Payerne[4], également aérodrome militaire
- Place d’armes de Moudon[5]

## Musées
Le canton réunit plus de huitante musées cantonaux, communaux ou privés, consacrés aux beaux-arts, aux sciences naturelles, à la technique, à l'archéologie et à l’histoire suisse ou régionale.
Outre le musée militaire vaudois (Morges), on compte huit musées cantonaux : le Musée d'archéologie et d'histoire (Lausanne), le Musée monétaire cantonal (Lausanne), le Musée des Beaux-Arts (Lausanne), le Musée cantonal de géologie (Lausanne), le Musée cantonal de zoologie (Lausanne), les Musées et Jardins botaniques cantonaux (Lausanne et Pont-de-Nant), le Musée de l'Elysée (Lausanne) et le Site et Musée romains d'Avenches. Les collections de ces musées sont propriétés de l'Etat de Vaud.
On relève aussi la particularité de trois musées dits « reconnus »: le Musée romain de Lausanne-Vidy, le Musée romain de Nyon et le Musée d'Yverdon et région. Bien que communaux ou gérés par une fondation, ces musées conservent et étudient des collections cantonales, spécialement les découvertes archéologiques trouvées sur leur territoire.

## Hymne vaudois
- L'Hymne vaudois a été écrit en 1803 par le colonel Samuel-Henri Rochat.

## Langue vaudoise
La langue officielle qui est utilisée dans le canton est le français. 
Le canton tire ses origines linguistiques d'un ensemble de dialectes francoprovençaux, dits également arpitans, qui étaient parlés dans la région du Pays de Vaud jusqu'à la première moitié du XXe siècle. 
- Histoire de la langue vaudoise

## Métiers traditionnels
- Armailli
- Tavillonneur
- Tonnelier
- Sanglier (Métier consistant à fabriquer des sangles avec du sapin rouge pour l’emballage du Vacherin à la vallée de Joux. Durant l’affinage, c’est le bois qui donnera son goût au vacherin.)

## Monnaie du canton de Vaud
Jusqu’à la fin de l’Ancien Régime, comme partout ailleurs, de nombreuses monnaies différentes circulent dans le Pays de Vaud. Dès 1803, toutefois, à l’époque cantonale, les autorités font frapper leur propre monnaie.
Depuis 1850, le franc suisse est seul utilisé, après que la nouvelle constitution suisse de 1848 a vu le jour et qui attribuait au seul État fédéral la responsabilité de la frappe des monnaies. 
Toutefois, l'euro est accepté dans la plupart des grands commerces des villes et des zones touristiques. Il est également possible de retirer des euros dans les automates à billets.
Le 22 septembre 2018, L'épi, une monnaie locale de la région du Gros-de-Vaud et du pied du Jura, a été officiellement mise en circulation. Elle se trouve en particulier autour d’Echallens, mais vise également la région de Penthalaz-Cossonay. La monnaie se compose de six billets, valant de 1 à 50 francs. 
- Histoire de la monnaie du canton de Vaud

## Patrimoine culinaire
- Papet vaudois
- Saucisse aux choux
- Saucisson vaudois
- Tomme vaudoise
- Fromage de L'Etivaz
- Atriaux
- Vacherin Mont-d’or

Escargot des charbonnières, Truite de Vallorbe, Plant Robert des Côtes de l’Orbe, Féra du Léman, Friture de perchettes, Cocassette, Fondue, Cougnarde, Rebibes, Pomme bavarde, Gâteau aux pruneaux, Gâteau aux noix, Noire de Chesesaux, Rôti vaudois, Petits pains de Rolle, Sel de Bex, Poire sanguignole et du Gramay.
- François-Louis Cailler  fut l'un des pionniers du chocolat suisse, et a fondé la fabrique de chocolat Cailler.
- Henri Nestlé, créa une variété de farine lactée, non allergique pour les enfants
- Daniel Peter, inventa le chocolat au lait
- Charles-Amédée Kohler, inventa le chocolat aux noisettes

## Vins vaudois
La viticulture dans le canton de Vaud comporte :
- 3 appellations d’ensemble (Vaud, Dorin, Salvagnin),
- 6 appellations de régions (Chablais vaudois, Lavaux, La Côte vaudoise, Côtes-de-l'Orbe, Bonvillars et Vully)
- 149 appellations de communes et de lieux de production

Le 28 juin 2007, les vignobles de Lavaux ont été inscrits au patrimoine mondial de l'humanité, UNESCO.

## Littérature
De nombreux écrivains vaudois ont apporté leurs contributions à la littérature, mais ce fut sans nul doute, l’écrivain Charles-Ferdinand Ramuz qui aura le plus marqué les esprits dans le canton et ailleurs. Les éditions Gallimard, à ce titre, ne s'y sont pas trompées, en le faisant entrer dans la prestigieuse bibliothèque de la Pléiade. En février 2014, c'est le poète Philippe Jaccottet qui a l'honneur d'entrer lui aussi dans la bibliothèque de la Pléiade.
Jacques Chessex en ayant remporté en 1973, le prix Goncourt  pour son roman l’ogre, devint aussi une figure emblématique en littérature dans le canton. 
- Association vaudoise des écrivains
- Prix des écrivains vaudois

Depuis 2010, existe le salon littéraire Le livre sur les quais à Morges, fondé par Frédéric Rossi et Sylvie Berti Rossi.

## Bande dessinée
Depuis le début des années 1970, la bibliothèque municipale de Lausanne développe une collection de bandes dessinées pour adultes, à l’initiative d’un bibliothécaire, Pierre Yves Lador. Au fil du temps, le fonds de conservation de bande dessinée est devenu le deuxième d’Europe en importance. 
Le Festival international de bande dessinée de Lausanne (BD-FIL) a lieu chaque année à Lausanne et celui consacré au manga, le Polymanga, à Montreux. 
Dans un autre registre, les quotidiens vaudois se sont également servi de dessinateurs pour imager leurs journaux, tels que Burki, Barrigue, Derib, Chappatte, ou Mix et Remix, de son vrai nom Philippe Becquelin, qui fut également de 1992 à 2001, guet au sommet du beffroi de la cathédrale de Lausanne.

## Livres parlant du canton de Vaud et des Vaudois
- Encyclopédie illustrée du Pays de Vaud
- Histoire du Pays de Vaud, de Lucienne Hubler (Que les écoliers vaudois étudient en classe)
- Châteaux en pays de Vaud, de Brigitte Pradervand
- Les peintres vaudois, 1850-1950 de Christophe Flubacher
- Maisons paysannes vaudoises, d’Henri Burnier
- Pintes vaudoises, un patrimoine en péril, de Gilbert Salem et Dominique Gilliard
- Le milieu du monde, un voyage dans la campagne vaudoise, de Gilbert Salem
- Fanfares vaudoises, Notes au fil du temps, de Michel Rohrbach
- Alpes vaudoises, nos légendes, Lucienne Fontannaz
- L’épopée vaudoise, Jeanne Decorvet
- Impressions d’un lecteur à Lausanne, de Jean-Louis Kuffer
- Chant de notre Rhône, de Charles Ferdinand Ramuz.
- Besoin de grandeur, de Charles Ferdinand Ramuz.
- Le hardi chez les vaudois, de Paul Budry
- Portrait de Vaudois, de Jacques Chessex

## Photographie
- Musée de l'Élysée

## Horlogerie
Le canton, et principalement dans la vallée de Joux, abrite des entreprises d'horlogerie mécanique de haut de gamme depuis plus de deux siècles. 
- Jaeger-LeCoultre
- Audemars Piguet
- Breguet (montre)
- Blancpain
- Hublot à Nyon

L’horlogerie dans le canton a pour origine la fuite des huguenots de France, en raison des persécutions religieuses. Certains d’entre eux, établis dans la vallée de Joux, pour subvenir à leurs besoins en complément des revenus agricoles et pendant la pause hivernale, s’initient à la petite métallurgie, grâce au fer tiré des mines locales. Puis, les beaux jours revenus, ils se rendaient à Genève, vendre leurs productions.

## Patrimoine naturel
Il y a de très nombreuses zones naturelles dans le canton, dont plus de 430 sont aujourd’hui protégées.
L’un d’eux, le marais la Grande Cariçaie qui se trouve dans la rive sud du lac de Neuchâtel, est l’un des plus grands complexes marécageux d’Europe. On y recense près de 1 000 espèces de plantes et plus de 10 000 espèces animales, soit le tiers de la flore et le quart de la faune suisse. 
La carrière du collège vers Champagne, est la plus grande réserve du canton, qui fut créée pour assurer la sauvegarde de la flore xérophile de l’étage collinéen du pied du Jura. 
Les fourmis du bois de Marchairuz, découvertes en 1973, sont la plus grande colonie de fourmis des bois actuellement connue en Europe. On y recense plus de 1 200 fourmilières.
Pro Natura, (section Vaud), s’occupe d’une centaine de réserves. Ces réserves vont du mouchoir de poche à des marais ou prairies plus étendues, et à des sites importants. 
Au niveau politique, le canton se fixe cinq priorités : 
Sauvegarder les espèces et les milieux naturels, constituer un réseau cantonal des lacs et des cours d'eau, renforcer les corridors à faune et les réseaux écologiques, renforcer les milieux naturels de valeur grâce aux zones tampons et aux surfaces de compensation écologique, mettre en place des projets pilotes.
Le Service des forêts, de la faune et de la nature contribue à la protection générale du patrimoine naturel et de l’environnement.
Le service des eaux, sols et assainissement, se charge de la surveillance et de la protection des eaux de surface et souterraines contre les pollutions. Il veille à prévenir les dommages physiques causés par l'eau (crues et inondations). Il organise la gestion et l'élimination des déchets au niveau cantonal, protège la qualité des sols et contrôle l'extraction des matériaux minéraux.
En date du 30 juillet 2009, le Conseil d'État a décidé d'approuver les projets de  parcs naturels régionaux : Gruyère, Pays-d'Enhaut et parc jurassien vaudois.
- Rapport *« La nature demain », du Département de la sécurité et de l'environnement

## Cinéma
Les premières diffusions publiques du cinéma dans le canton eurent lieu au mois d’octobre 1896 dans le bâtiment de l'actuel Théâtre Municipal à Lausanne où fut projeté, le « défilé du bataillon de Landwehr n° 8 sur la place Saint-François et au foyer du Théâtre à Vevey « Le bataillon 8, en caserne à la Ponthaise « sous l’initiative de François-Henri Lavanchy-Clarke, concessionnaire du Cinématographe Lumière pour la Suisse. Ces séances faisaient suite aux premières projections cinématographiques en Suisse, lors de l'Exposition nationale de Genève, au mois de mai 1896.
En mai 1897, le banquiste Otto Thiélé inaugurait à Lausanne, sur la place de la Riponne, la période du cinématographe forain. Il faudra attendre les années 1907-1908, pour voir le cinéma ce sédentariser.
En 2013, le canton possède 28 salles de cinéma (sans compter les cinémas Open air, en été): 7 à Lausanne, dont la cinémathèque suisse, 2 à Vevey, 2 à Montreux, 1 à Prilly, 1 à Pully, 1 à Orbe, 1 à Oron, 1 à Nyon, 1 à Aubonne, 1 à Aigle, 1 à Château-d’Œx, 1 à Cossonay, 1 à Echallens, 1 à la Sarraz, 1 à Le Sentier, 1 à Leysin, 1 à Payerne, 1 à Villars-sur-Ollon, 1 à Sainte-Croix et 1 à Yverdon-les-bains. 
Le Capitole est la plus grande et la plus ancienne salle de cinéma du canton. Elle compte 867 places. Une figure emblématique du lieu, est Lucienne Schnegg, nommée « la petite dame du Capitole » qui, engagé comme secrétaire en 1949, en est devenue la directrice et l'âme du cinéma. En 2010, la ville de Lausanne rachète le Capitole pour promouvoir des films de la Cinémathèque suisse. Assurant ainsi la relève à cette mythique salle de cinéma.
Plusieurs salles de cinéma, ces vingt-cinq dernières années en ville de Lausanne ont disparu. L’Athénée, Le Romandie, Le Richemont, Le Bio, Le Montchoisi, le Cinéac, Le Bourg, l’Atlantic, le Colisée, le Métropole (1988), l’ABC, le Lido, le Palace, l’Eldorado. 
Une initiative, lancée par l'exploitant de la salle de Zinéma, tente de rouvrir une salle de cinéma à Moudon, qui en est dépourvue (à part le cinéma open air en été), dans un ancien stand de tir, pour remplacer l’ancienne salle de cinéma « le Moderne » fermée en 1989.
En 2008, les cinémas du canton ont totalisé 1 681 957 entrées.
Entre 1986 et 2011, il y a eu une fondation vaudoise pour le cinéma, qui a fait place en 2011, à une fondation romande pour le cinéma, basée à Genève, qui se fixe pour objectifs de favoriser l’activité cinématographique dans les cantons romands en soutenant financièrement la réalisation et la diffusion de films, ainsi que des actions ponctuelles de promotion.
Les ressources de la Fondation sont principalement les subventions des collectivités publiques et les dons d’organismes privés. 
Concernant les personnalités importantes du cinéma, liées au canton de Vaud, on peut notamment citer :
- Freddy Buache, fondateur de la cinémathèque suisse, à Lausanne
- Jean-Luc Godard
- Charlie Chaplin qui vécut de 1953 à 1977, date de sa mort, dans le canton et à Corsier-sur-Vevey
- Henri Verneuil
- Vincent Pérez
- Audrey Hepburn
- Yves Yersin, le réalisateur du film, Les Petites Fugues

La Société Paillard basée à Sainte-Croix depuis 1935 a également apporté sa contribution au cinéma en produisant les caméras Bolex.

## Théâtre
Il y a 21 théâtres dans le canton, dont deux pour les enfants. Deux festivals proposent également des représentations théâtrales, le festival de la cité et le festival des arts vivants. Le Pool des théâtres romands, l'Union des théâtres romands et le Syndicat suisse romand du spectacle contribuent à promouvoir et à défendre le théâtre dans le canton.
- Théâtre de Beausobre
- Théâtre Boulimie
- Théâtre du Jorat, inauguré le 9 mai 1908 à Mézières
- Théâtre de l'Octogone
- Théâtre Vidy-Lausanne

## Musique
À la Bibliothèque cantonale et universitaire de Lausanne se trouvent des archives musicales qui regroupent une centaine de fonds (plus de 15 000 pièces) qui illustrent la création musicale restée manuscrite et l’activité musicographique exercée dans le canton et la Suisse romande depuis 1850. Elle n’abrite néanmoins pas de documents sonores.
Il existe, une Fondation romande pour la chanson et les musiques actuelles, à Nyon, qui se donne comme objectif de soutenir le plus efficacement possible les artistes musicaux, leur donner les meilleurs outils pour se développer, et promouvoir leur travail et diffuser leur musique. Elle est soutenue pour 51 % de son budget par les collectivités publiques.
Scènes musicales 
Du 12 avril 1985 au mois de juin 1999, le club lausannois « la Dolce Vita » (qui fut l’un des pionniers des « rock clubs » en Suisse), fut le rendez-vous incontournable de toute une génération ainsi que de musiciens, où les grands groupes y croisaient des révélations. Lors de la banqueroute de la légendaire salle, une association à but non lucratif, « …E la Nave Va » vit le jour pour proposer un nouveau projet de scène indépendante à Lausanne, qui aboutira après bien des péripéties au club le Romandie. 
En décembre 2006, parut un rapport sur les musiques actuelles à Lausanne, qui faisait un état des lieux de la musique à Lausanne.
Diverses salles dans le canton permettent aux musiciens de se produire :
- Le Romandie à Lausanne
- Les Docks à Lausanne
- L’Amalgame, à Yverdon-les-bains
- NED Music club à Montreux
- Rocking Chair à Vevey
- Le bout du monde, à Vevey
- L’usine à Gaz, à Nyon
- Les Prisons, à Moudon

- Les fanfares et les chorales sont bien ancrées dans le canton. On en compte pas moins de 300 chorales et un festival de chorale a lieu à Montreux chaque année.

- L’Orchestre de chambre de Lausanne est un orchestre de renommée internationale.
- Opéra de Lausanne

## Danse
Le prix de Lausanne, crée en 1973 et la venue de Maurice Béjart et de son Béjart Ballet en 1987, puis l'ouverture de son école-atelier Rudra en 1992, ont fortement contribué à faire connaître Lausanne comme un lieu important de la danse.
L'association vaudoise de danse contemporaine, créée en 1986, contribue elle aussi à ancrer la danse contemporaine dans la société.

## Manifestations traditionnelles
- Les alpages de la région, fête la mi-été au mois d’août à Taveyanne (Gryon), au Lac Lioson (Les Mosses), à Saint-Cergue ou à Isenau près du village Les Diablerets, notamment.
- La désalpe, le moment où les vaches quittent l'alpage et reviennent en plaine
- Brandons de Payerne
- Fête des vignerons

## Festivals

### Musique
- Paléo Festival Nyon, à Nyon fondé en 1976 par Daniel Rossellat, se déroulant au mois de juillet
- Festival de Jazz de Montreux, à Montreux, fondé en 1967, par Claude Nobs, Géo Voumard, et René Langel, se déroulant au mois de juillet
- Cully Jazz Festival à Cully fondé en 1983 par Daniel Thentz et Emmanuel Gétaz, se déroulant à la fin du mois de mars ou au début avril
- Rock Oz'Arènes, à Avenches fondé en 1992 par Charlotte Carrel, se déroulant au mois août
- Long’I’Rock, à Longirod, fondé en 2010
- Festival de la cité, à Lausanne fondé en 1972, se déroulant au mois de juillet
- Festival Balélec, fondé en 1981, se déroulant au mois de mai.
- Caribana Festival, à Crans, fondé en 1990 par Tony Lerch, se déroulant au mois de juin.
- Week-End Musical de Pully, fondé en 2013, se déroulant au mois de mai.
- For Noise Festival, à Pully, fondé en 1997, se déroulant au mois d'août.
- Festival Pully Lavaux, fondé en 1996 et mettant en avant des artistes québécois
- Festival des arts vivants à Nyon, fondé en 1984, se déroulant au mois d’août.
- Lausanne Underground Film and Music Festival, fondé en 1995
- Festival international d'orgue de Morges fondé en 2009, se déroulant pendant l'Avent et quelques jours après Noël.
- Les Classiques de Villars, fondé en 1997, se déroulant à Villars-sur-Ollon.
- Cully Classique, fondé en 2004, se déroulant à Cully
- Festival Avenches Opéra, fondé en 1995, se déroulant dans l'amphithéâtre d'Avenches au mois de juillet
- Septembre musical, fondé en 1946 par Manuel Roth, se déroulant à Montreux et à Vevey
- Festival Metropop, fondé en 2001

### Cinéma
- Visions du réel, fondé en 1969, se déroulant au mois d'avril à Nyon.
- Festival du film des Diablerets, fondé en 1969, par Jacques Lavenex, se déroulant au mois d'avril dans le village des diablerets et qui doit sa spécificité aux films consacrés à la montagne.
- Le VIFFF (Vevey International Funny Film Festival) consacré au cinéma comique et fondé en 2015 à Vevey.
- Festival international du film d'archéologie, à Nyon

### Autres
- Le Castrum  - Festival pluridisciplinaire fondé en 1979 puis repris en 2017, à Yverdon-les-Bains.
- Festival du rire de Montreux, fondé en 1989
- Festival d’humour et salon du dessin de la presse, Morges-sous-rire
- Festival International de Ballons à Château-d'Œx, fondé en 1978 par Charles-André Ramseier et Hans Bücker
- Festival des artistes de rues à Vevey, fondé en 1992, par notamment Dominique Morigg, se déroulant au mois d’août
- Les Urbaines

## Protection du patrimoine (autorités officielles)
Il existe différentes lois pour sauvegarder le patrimoine vaudois, ainsi que la constitution vaudoise, aux articles 52 et 53. 
Les premières démarches pour sauvegarder le patrimoine du canton, datent du 10 septembre 1898, avec la loi sur la conservation des monuments et des objets d’art ayant un intérêt historique et artistique. Elle fut la première du genre en Suisse. 
En 1906, vu la création de la commission pour la protection des monuments naturels, qui deviendra en 1908 la ligue suisse pour la protection de la nature, nommée aujourd’hui Pro Natura. La même année fut fondée la commission vaudoise pour la protection des monuments naturels. 
En 1941, fut créée, la commission vaudoise des monuments d’art et d’histoire. Puis 10 ans plus tard, le 4 juin 1951 vu le jour de la loi sur la conservation des antiquités et des monuments historique.
Succédant à la loi de 1898 puis à celle de 1951, la Loi sur la protection de la nature, des monuments et des sites (LPNMS), entre en vigueur le 1er janvier 1970. Elle se caractérise par une modification profonde des règles légales. Outre l’apparition des notions de «nature» et de «sites», jusqu’ici absentes, cette loi cantonale prévoit une mesure de protection générale (articles 46 et ss.) et une mesure de protection spéciale des monuments historiques et des antiquités (articles 49 et ss.).
En 1987, sous l'impulsion du conseiller d'état Pierre Cevey, est né la Fondation vaudoise pour la culture.
En 1988, le canton a dressé une liste des biens culturels d'importance nationale dans le canton de Vaud pour le projet de l'inventaire suisse des biens culturels d'importance nationale et régionale.
En 2003, a été fondé sous l'initiative des Archives cantonales vaudoises, de la Bibliothèque de l'École polytechnique fédérale de Lausanne  et de la Bibliothèque cantonale et universitaire de Lausanne le Consortium de sauvetage du patrimoine documentaire en cas de catastrophe.
En 2011, sur demande de l'Office fédéral de la Culture, qui cherchait à établir une liste des traditions vivantes de Suisse pour le compte du patrimoine culturel immatériel de l'humanité, le canton a inventorié les traditions locales et vivantes du canton de Vaud qui comprend pour le moment 72 traditions locales réparties dans 5 domaines. Cet inventaire est amené à évoluer avec le temps. 
Le Lac Léman n'est pas en reste, car le canton fait partie de la Commission internationale pour la protection des eaux du Léman.
Le 8 avril 2014, le Grand Conseil a voté une nouvelle loi sur la culture: la loi sur le patrimoine mobilier et immatériel (LPMI). Entrée en vigueur le 1er mai 2015, elle traite de 3 sortes de patrimoine: les patrimoines mobilier, documentaire et immatériel. Mais elle ne concerne pas le patrimoine immobilier, qui est régulé par la LPNMS. La LPMI constitue le cadre légal des musées cantonaux, de la bibliothèque cantonale et universitaire et des archives cantonales.

## Protection du patrimoine (associations)
Outre les autorités officielles, différentes associations, fondations, veillent à la sauvegarde et à la promotion du patrimoine et de la culture dans le canton.
- Patrimoine suisse, section Vaud
- Mouvement de défense de Lausanne
- Association mémoire de Lausanne
- Association cantonale du costume vaudois
- Association RétroBus Léman
- Patrimoine du Léman
- Association des amis des bateaux à vapeur du Léman
- Association des Amis de Pro Urba
- Association vaudoise de dense contemporaine
- Association pour la Formation de Jeunes Danseurs
- Association Vaudoise des Conservatoires et Écoles de Musique
- Association vaudoise des écrivains
- Association vaudoise des archivistes
- Société vaudoise d’histoire et d’archéologie

- Association des amis du Musée et du Passé romains de Lausanne

- Association des Amis du Musée monétaire

- Cercle vaudois d'archéologie

- Cercle vaudois de Généalogie

- Association des Châteaux Vaudois
- Fondation Vaudoise du Patrimoine Scolaire
- RéseauPatrimoineS.Association pour le patrimoine naturel et culturel du canton de Vaud
- Centre de documentation et de recherche Pestalozzi
- Pronatura vaud
- Produits du terroir vaudois
- Société vaudoise de sylviculture
- Association vaudoise des producteurs bio
- Association vaudoise du tourisme pédestre

## Archives
Les archives cantonales vaudoises sont filles de l'Indépendance vaudoise (24 janvier 1798) et précèdent tous les lieux de mémoire que l'administration cantonale vaudoise mettra progressivement en place dès son accession à la souveraineté en 1803. Elles sont implantées sur le site de l'Université de Lausanne, proches des centres de la recherche historique. Elles sont ouvertes à l'ensemble des publics, sans exclusive. 
Le premier original date de l'an 970. Jusqu'en 1959, on faisait du testament de la reine Berthe du 1er avril 961, avec sceau de la reine, le plus document écrit conservé dans le canton. En fait, il s’agissait d’un faux du XIIe siècle (ACV, C I a 3). 
D’autres institutions permettent aux personnes de consulter leurs archives, livres, documents, etc.
- Archives de la presse romande
- Archives de la ville de Lausanne
- Archives de l’Université de Lausanne, UNIRIS, Service des ressources informationnelles et archives [13]
- Archives de la Radio télévision suisse La Radio télévision suisse propose également à travers ses archives des sujets faisant référence au canton ou aux vaudois.

## Formations
- Formations artistiques
- Faculté des lettres de l’Université de Lausanne
- École cantonale d'art de Lausanne où est dispensé une formation en design industriel, en photographie, en graphisme, en cinéma, en arts visuels, en media interaction design
- École supérieure d'arts appliqués de Vevey où est dispensé une formation en Céramique depuis 1911, en Décoration depuis 1913 et en Photographie depuis 1945.
- La Manufacture, Haute école des arts de la scène, à Lausanne où est dispensé depuis 2003, une formation en théâtre.
- Canvas, Ecole Professionnelle d'Arts et de Mode, à Lausanne
- Ecole de jazz et de musique actuelle
- Ecole technique de la vallée de Joux où est dispensé des formations en horlogerie ou en bijouterie, notamment.
- École d'ingénieurs de Changins, formations en œnologie, viticulture, et arboriculture

## Financement de la culture et du patrimoine
- En 2016, le Canton de Vaud a dépensé 1,98 % de son budget à la culture, aux sports et loisirs ainsi qu'aux églises et 1,3 % à la protection et à l'aménagement du territoire[14]. Les communes du canton consacrent également une part de leur budget dans ces domaines.

- La Loterie Romande, redistribue une partie de son bénéfice à la Société vaudoise d’aide sociale et culturelle qui finance certains projets dans le domaine de la promotion, tourisme et développement, ainsi que de la culture.

- La Migros à travers son pour-cent culturel  contribue aussi à financer la culture et le patrimoine dans le canton. Cette manne a notamment financé la création du Signal de Bougy.

- Les différentes associations, notamment celles ci-dessus, à travers leurs membres, participent également au financement du patrimoine du canton.

Pour conclure, les entreprises privées, sponsorisent aussi des manifestations culturelles.

## Culture des résidents étrangers dans le canton
Loin de se cantonner en vase clos, le canton dénombre 30,1 % d’étrangers vivant dans le canton, sans compter les personnes étrangères qui ont choisi de se  naturaliser, et qui ont acquis la nationalité suisse. Les Italiens, les Espagnols, les Portugais, sont les communautés les plus représentées dans le canton, établis depuis les années 1960 et 1970. Sont venues par la suite, dans les années 1990, les personnes provenant des pays balkaniques, qui sont aussi bien représentés. Ils contribuent ainsi par leur présence, à la diversité culturelle dans le canton.

## Personnalités liées aux arts

### Écrivains
Base de données de 500 écrivains vaudois nés après 1900, de la Bibliothèque cantonale et universitaire de Lausanne
- Raphaël Aubert
- Bernard Barbey
- Paul Budry
- René Burnand, fondateur de l’association vaudoise des écrivains
- Maurice Chappaz
- Jacques Chessex
- Catherine Colomb
- Anne Cuneo
- Edmond-Henri Crisinel
- François Debluë
- Henri Debluë
- Émile Gardaz
- Edmond Gilliard
- Philippe Jaccottet
- Jean-Louis Kuffer
- Charles-François Landry
- Janine Massard
- Jacques Mercanton
- Isabelle de Montolieu
- Henri Perrochon
- Charles Ferdinand Ramuz
- Alice Rivaz

### Peintres
- Marc-Louis Arlaud
- René Auberjonois
- Pierre Aubert
- Géa Augsbourg
- François Bocion
- Marius Borgeaud
- Rodolphe-Théophile Bosshard
- Eugène Burnand
- Aloïse Corbaz
- Abraham-Louis-Rodolphe Ducros
- Charles Gleyre
- Jean Planque, et collectionneur
- Louis Soutter
- Théophile Alexandre Steinlen
- Félix Vallotton
- Denise Voïta

### Dessinateurs
- Cosey
- Ric Berger
- Mix & Remix
- André Paul

### Réalisateurs
- Jean-Stéphane Bron
- Lionel Baier
- Jean-Luc Godard
- Stéphane Goël
- Jacqueline Veuve
- Yves Yersin

### Acteurs
- David Bennent
- Jean-Marc Bory
- Jean-Philippe Écoffey
- Fernand Melgar
- Kacey Mottet-Klein
- Vincent Pérez
- Anne Richard

### Pianistes
- Alfred Cortot
- Cédric Pescia

### Musiciens
- Jean Balissat
- Jean-François Bovard
- Hugues Cuénod
- Henri Dès
- Dominique Gesseney-Rappo
- Jean Villard, dit Gilles
- Carlo Hemmerling
- Patrick Juvet
- Denis Martin
- Stress

### Architectes
- Henri Fraisse
- Eugène Jost
- Alphonse Laverrière
- Alexandre Perregaux
- Henri Perregaux
- Gabriel de Rumine
- Bernard Tschumi

### Ingénieurs
- William Fraisse
- Adrien Pichard

### Danseurs
- Maurice Béjart
- Gil Roman
- Philippe Saire

### Chefs d'orchestre
- Ernest Ansermet
- Gustave Doret
- Victor Desarzens
- Marcello Viotti
- Charles Dutoit
- Paul-André Gaillard

### Graveurs
- Eugène Grasset
- Pierre Aubert
- Robert Hainard
- Albert-Edgar Yersin

### Graphistes
- Werner Jeker
- Pierre Keller

### Humoristes
- Thierry Meury
- François Silvant
- Thomas Wiesel

### Gastronomie
- Denis Martin
- Frédy Girardet (Restaurant de l’Hôtel de Ville)
- Gérard Rabaey (Le Pont de Brent)
- Bernard Ravet  (L'Ermitage)
- Philippe Rochat (Restaurant de l’Hôtel de Ville)

### Styliste
- Serge Ruffieux directeur artistique des collections Femme de Carven

### Hôtes célèbres (artistes)
- Wolfgang Amadeus Mozart, donna deux concerts à Lausanne, les 15 et 18 septembre 1766, en la Salle du Conseil communal.
- Ernest Hemingway, séjourna à Chamby, dans la commune de Montreux. Une partie d'un de ses plus célèbres romans, A farewell to arms (L'Adieu aux armes), se déroule sur la Riviera vaudoise.
- Voltaire séjourna plusieurs fois dans le canton.
- Vladimir Nabokov, romancier, poète et critique littéraire américain d'origine russe, s'installa à Montreux en 1959, il y demeura jusqu'à sa mort, en 1977.
- Igor Stravinsky, de 1914 à 1920.
- Balthus.
- Luc Plamondon, parolier et producteur canadien séjourne fréquemment à Montreux, où il possède un appartement[15].

## Agenda des manifestations culturelles, enSuisse romande
- Guide loisirs Proposé par le 24 heures et La Tribune de Genève
- Sorties le matin Proposé par le journal Le matin